# Abisara caeca
Abisara caeca is een vlindersoort uit de familie van de prachtvlinders (Riodinidae), onderfamilie Nemeobiinae.
Abisara caeca werd in 1914 beschreven door Rebel.